# 夜鷹樂團
夜鷹樂團（英語：Nighthawks Orchestra）是一個位於紐約的音樂團體，由音樂歷史學家文斯·佐丹奴領導，專注於重現1919年至1930年代中期的熱爵士樂和舞曲風格。
夜鷹樂團的錄製音樂曾在許多電視節目、電台廣播和電影中出現。電影配樂包括《娛樂大亨》（2004年）和活地·亞倫導演的電影。

## 外部連結
- Webster Records
- Review in Show Business Weekly
- Resource Entertainment Group